# ISO 3166-2:EG
ISO 3166-2:EG es la serie de códigos ISO 3166-2 correspondientes a las gobernaciones de Egipto. El listado contempla las nuevas 27 gobernaciones, de las antiguas 29, dos de las cuales fueron anexadas a la Gobernación del Cairo en 2011

## Capital
| EG-C | El Cairo |

## Gobernaciones (27)
| Código | Nombre          |
| ------ | --------------- |
| EG-ALX | Alejandría      |
| EG-ASN | Asuán           |
| EG-AST | Asiut           |
| EG-BH  | Behera          |
| EG-BNS | Beni Suef       |
| EG-KB  | Caliubia        |
| EG-DK  | Dacalia         |
| EG-DT  | Damieta         |
| EG-C   | El Cairo        |
| EG-FYM | Fayún           |
| EG-GZ  | Guiza           |
| EG-IS  | Ismailia        |
| EG-KFS | Kafr el Sheij   |
| EG-LX  | Luxor           |
| EG-BA  | Mar Rojo        |
| EG-MT  | Matrú           |
| EG-MN  | Menia           |
| EG-MNF | Menufia         |
| EG-WAD | Nuevo Valle     |
| EG-GH  | Occidental      |
| EG-SHR | Oriental        |
| EG-PTS | Puerto Said     |
| EG-KN  | Quena           |
| EG-SIN | Sinaí del Norte |
| EG-JS  | Sinaí del Sur   |
| EG-SUZ | Suez            |
| EG-SHG | Suhag           |